# Timur Bagautdinow
Timur Gumarowicz Bagautdinow (ur. 31 sierpnia 1986 w Możdze) – rosyjski piłkarz grający na pozycji bramkarza. Od 2015 roku występuje w klubie Torpedo Moskwa.